# Foucrainville
Foucrainville är en kommun i departementet Eure i regionen Normandie i norra Frankrike. Kommunen ligger i kantonen Saint-André-de-l'Eure som tillhör arrondissementet Évreux. År 2022 hade Foucrainville 92 invånare.

## Befolkningsutveckling
Antalet invånare i kommunen Foucrainville
Referens:INSEE